# MMMBop
MMMBop is een single uit 1997 van de Amerikaanse poprockband Hanson. De single werd voor 2 prijzen genomineerd tijdens de Grammy Award-uitreiking van 1997 en behaalde de top van de hitlijst in 27 landen.
In Nederland was de plaat in week 22 van 1997 Megahit op Radio 3FM en werd een grote hit. De plaat bereikte de 2e positie in de Nederlandse Top 40 en de Mega Top 50. In België bereikte de plaat de nummer 1-positie van de Vlaamse Ultratop 50.